# Koibatek District
Koibatek District war ein Distrikt in der kenianischen Provinz Rift Valley. Die Hauptstadt des Distriktes war Eldama Ravine. Im Distrikt lebten 1999 138.000 Menschen auf 2306 km². 1995 wurde der Koibatek District vom Baringo District abgespalten. Im Rahmen der Verfassung von 2010 wurden die kenianischen Distrikte aufgelöst. Das Gebiet gehört heute zum Baringo County.
Die Menschen im Koibatek District lebten hauptsächlich von Landwirtschaft und Viehzucht. Es gab 211 Vorschulen, 149 Primary Schools, 22 Secondary Schools und fünf weiterführende Schulen. Der Distrikt verfügte über 36 Gesundheitseinrichtungen, davon 13 Apotheken. Die Kindersterblichkeit betrug im Jahr 2001 6,3 %, acht Prozent der Kinder starben vor ihrem 5. Geburtstag.

## Gliederung
Der Distrikt teilte sich in Councils und Divisionen auf. Es gab zwei Wahlbezirke, Mogotio und Eldama Ravine.
| Councils         |        |           |
| Sitz der Behörde | Typ    | Einwohner |
| Eldama Ravine    | Stadt  | 036.480   |
| Koibatek         | County | 101.683   |
| Gesamt           | -      | 138.163   |

| Divisionen    |           |               |               |
| Division      | Einwohner | Fläche in km² | Hauptstadt    |
| Eldama Ravine | 048.280   | 0478,2        | Eldama Ravine |
| Emining       | 014.066   | 0401,6        | Emening       |
| Esageri       | 016.530   | 0336,4        | Esageri       |
| Kimngorom     | 03.030    | 068,7         |               |
| Kisanana      | 06.698    | 0236,4        | Kisanana      |
| Mogotio       | 017.930   | 0538,2        | Mogotio       |
| Mumberes      | 020.451   | 0108          |               |
| Sirwa         | 04.111    | 061,2         |               |
| Torongo       | 07.067    | 067,7         | Torongo       |
| Gesamt        | 138.163   | 2.306,4       | -             |